# Четвертинська Жанетта Антонівна
Княжна Жанетта Антонівна Четвертинська (в шлюбі Вишковська, 1777 — 18 серпня 1854, Мюнхен, Німеччина) — представниця роду Святополк-Четвертинських, кохана цесаревича Костянтина Павловича, сестра Марії Антонівни Наришкіної.

## Біографія
Жанетта народилася в сім'ї князя Антонія-Станіслава Четвертинського, каштеляна Перемишля і його першої дружини Теклі Копенгаузен. Рано втратила матір. А в 1794 році в ході заколоту в Варшаві був убитий її батько, який вважався прихильником Росії.
Друга дружина князя, уроджена Холоневська, була запрошена Катериною II в Росію і запрошена в статс-дами, а обидві її неповнолітніх падчерки: Жанетта і молодша Марія були взяті фрейлінами до двору з можливістю жити в палаці.
Марія вже в 1795 році вийшла заміж, а менш красива і привітна Жанетта ще довго залишалася при дворі. Нею серйозно захопився великий князь Костянтин Павлович ще до свого одруження на Анні Федорівні. А після сварки з дружиною і її від'їзду за кордон, він згадав про минулу прихильность і все частіше шукав зустрічей з Жанеттою Антонівною. Костянтин Павлович практично кожен день обідав в будинку Марії Наришкіної, решту часу присвячуючи її сестрі.
За власним визнанням, в 1803 році цесаревич навіть вирішив розлучитися, щоб одружитися з Четвертинською, але зустрів сильний опір з боку імператриці Марії Федорівни і самого Олександра I, так що вирішив відмовитися від своїх планів.
Тільки в 1816 році, коли Костянтин Павлович уже був закоханий в іншу полячку Грудзинська, Жанетта Антонівна, зазнавши крах своїх честолюбних надій, прийняла пропозицію давно залицяшогося за нею польського шляхтича — графа Северина Вишківського (1771—1859). Головною перешкодою до шлюбу була відсутність коштів і у нареченого, і у нареченої. Але Олександр I, більше п'ятнадцяти років бувши коханцем її сестри, пожалував Жанетті Антонівні в придане 200 000 рублів і оплатив найм будинку, в якому оселилися молоді після весілля 19 лютого 1816 року.
Граф Вишковський був затятим польським патріотом і противником всього російського, тому Жанетта Антонівна віддалилася від Росії і сім'ї. Велику частину життя вона провела за кордоном. Померла 18 серпня 1854 року в Мюнхені. Була похована на мюнхенському Південному кладовищі і вже до початку XX століття її могила була загублена.